# Alain Poher
Alain Poher, född den 17 april 1909 i Ablon-sur-Seine (Val-de-Marne), död den 9 december 1996 i Paris, var en fransk politiker och två gånger Frankrikes interimspresident.

## Pohers tidiga politiska karriär
Poher var influerad av Emmanuel Mouniers personalistiska idéer och började 1938 arbeta som redaktör på finansdepartementet. Under andra världskriget kom han i kontakt med nätverket Libération-Nord och sommaren 1944, efter ockupationens slut, utsågs Poher att leda den kommitté inom finansdepartementet som skulle rensa ut kollaboratörer från departementet. Han blev även borgmästare i Ablon-sur-Seine.
Under Robert Schumans tid som utrikesminister 1948-1952 arbetade Poher med frågor rörande Tyskland och Österrike, och han ledde även Autorité internationale de la Ruhr, en organisation som under dessa år kontrollerade Ruhrområdet och kan sägas ha varit en föregångare till Kol- och stålunionen. 

## Nästan ett halvsekel i senaten
Poher valdes 1946 in i Conseil de la République (som senaten kallades under fjärde republiken) och omvaldes sedan till sin plats i Palais du Luxembourg för samtliga mandatperioder fram till 1995 (med undantag just för Schumann-åren 1948-1952) antingen som representant för MRP eller för Union centriste, och han deltog i avvecklingen av den fjärde republiken inför den femte republikens införande i oktober 1958.

## Interimspresident och presidentkandidat
Poher var senatspresident, det vill säga ordförande i senaten, i nästan 24 år, från den 3 oktober 1968 till den 1 oktober 1992. I den egenskapen fungerade han också interimistiskt som Frankrikes president och furste av Andorra vid två tillfällen, det första från 28 april till 19 juni 1969 efter Charles de Gaulles avgång. Han kandiderade till presidentposten i valet 1969, men besegrades i andra omgången av Georges Pompidou (Poher fick 23,3% av rösterna i första omgången, 41,8% i den andra). Kommunisterna, som hade nominerat Jacques Duclos till första omgången, tog inte systematiskt någondera kandidatens parti i andra omgången, men Poher fick stöd av den icke-gaullistiska högern och av socialisterna, vilket ej var tillräckligt. Han var sedan interimspresident en andra period från 2 maj 1974 till 24 maj samma år mellan Pompidous bortgång och valet av Valéry Giscard d'Estaing.
Alain Poher skrev i sin självbiografi att han under sin första period som interimspresident ansåg sig ha upplevt den franska historiens första cohabitation (situation där presidenten och regeringen kommer från olika politiska läger, övers. anm.), detta på grund av slitningarna med de Gaulles ministrar efter dennes avgång.

## Poher och Europakonventionen
Under Pohers andra period som interimspresident ratificerade Frankrike Europakonventionen, något som de Gaulle aldrig gjort trots att Frankrike deltagit i fördragets undertecknade redan 1950, men som Poher i egenskap av president, om än på interimsbasis, kunde göra. Han arbetade även med valprocedurerna i de forna kolonier som efter avkoloniseringen valde att bli franska departement och territorier. Dessa röster kom att avgöra de presidentval som tillsatte Valéry Giscard d'Estaing och François Mitterrand. Han ledde även senatens ceremoniella hundraårsfirande 1975.

## Regeringsuppdrag
- Budgetsekreterare i den andra regeringen Schuman från 5 till 11 september 1948
- Budgetsekreterare i regeringen Queuille från 11 september till 20 november 1948
- Försvarssekreterare för marinen i regeringen Gaillard från 11 november 1957 till 14 maj 1958

## Andra uppdrag
- Borgmästare i Ablon-sur-Seine
- Ordförande i Frankrikes borgmästarförening
- Ordförande från 1966 till 1969 i den parlamentariska församling som senare fick benämningen Europaparlamentet